# Томмі Віркола
Томмі Віркола (норв. Tommy Wirkola; нар. 7 грудня 1979, Алта, Норвегія) — норвезький кінорежисер, сценарист, продюсер, монтажер, актор. Популярність йому принесли стрічки у жанрі комедії жахів "Операція «Мертвий сніг» та "Операція «Мертвий сніг» 2.

## Фільмографія

### Актор
| Рік  |   | Українська назва                               | Оригінальна назва                          | Роль           |
| ---- | - | ---------------------------------------------- | ------------------------------------------ | -------------- |
| 2007 | ф | Вбити Булью                                    | Kill Buljo: The Movie                      | Сид Віслофф    |
| 2009 | ф | Операція «Мертвий сніг»                        | Død snø                                    | Зомбі          |
| 2010 | ф | Порожні діжки                                  | Tomme tønner                               |                |
| 2010 | ф | Курт Йозеф Вагле та легенда про відьм з фіорду | Kurt Josef Wagle og legenden om fjordheksa | Пабло, озвучка |
| 2013 | ф | Вбити Булью 2                                  | Kill Buljo 2                               | Сид Віслофф    |

### Режисер
- 2007 — Вбити Булью / Kill Buljo: The Movie
- 2009 — Операція «Мертвий сніг» / Død snø
- 2010 — Курт Йозеф Вагле та легенда про відьм з фіорду / Kurt Josef Wagle og legenden om fjordheksa
- 2013 — Мисливці за відьмами / Hansel & Gretel: Witch Hunters
- 2014 — Операція «Мертвий сніг» 2 / Død snø 2
- 2017 — Сім сестер / What Happened to Monday?
- 2022 — Люта нічка / Violent Night
- 2024 — Спермагеддон / Spermageddon
- 2026 — Тремтіння / Shiver